# Stefanie Böhlerová
Stefanie Böhlerová (* 27. února 1981, Bad Säckingen) je německá běžkyně na lyžích. Žije v Ruhpoldingu.

## Největší úspěchy

### Olympiáda
- Zimní olympijské hry 2006 v Turíně: 2. místo ve štafetě

### Mistrovství světa
- MS 2007 v Sapporu: 2. místo ve štafetě